# Riposo durante la fuga in Egitto (van Dyck)
Il Riposo nella fuga in Egitto è un dipinto a olio su tela di Antoon van Dyck.
Il dipinto, che era proprietà del principe elettore di Baviera Massimiliano II Emanuele, ora è conservato nel principale museo di Monaco. La tela raffigura Maria, Gesù e Giuseppe durante la Fuga in Egitto, dopo la strage degli innocenti ordinata da re Erode. Il soggetto era molto diffuso tra i pittori del XVI e XVII secolo. Probabilmente fu commissionato da un laico.